# Кръвта на братството
„Кръвта на братството“ (на английски: Blood of the Fold) е третата книга от епичната фентъзи поредица на американския писател Тери Гудкайнд „Мечът на истината“.

## Издания
Романът е издаден през 1996 г. от американското издателство Tor Fantasy. През 1999 г. е издаден на български от изд. „Прозорец“ в превод на Невена Дишлиева.

## Сюжет
Внимание:  Текстът по-долу разкрива сюжета на произведението (или части от него)!
Преди началото на книгата Ричард осъзнава истинската си самоличност като Военен магьосник – могъщ магьосник, притежаващ както адитивна, така и субстрактивна магия. Новият свят и цялата свобода на човечеството са застрашени от Имперския орден, след като бариерата между Стария и Новия свят е съборена. Имперският орден вече е изпратил делегации и армии в Новия свят. Единствената възможност на Ричард да спре инвазията е да заяви наследството си и да обедини всички свободни кралства и провинции под едно управление и едно командване.
„Кръвта на братството“ се възобновява от предишния роман, „Камъкът на сълзите“, когато Ричард Рал току-що се събира отново с бъдещата си съпруга Калан Амнел, Майката Изповедник, на място между световете. След завръщането си в Ейдиндрил в реалния свят, той осъзнава, че завземането на властта за себе си е единственият начин да спре непрекъснатото настъпление на Имперския орден през Средната земя. Ричард слага край на съюза със Средната земя и на управлението на Изповедниците, като поема контрола над Ейдиндрил и отправя искане за безусловна капитулация на народите от Средната земя под управлението на Д'Харан.
Междувременно в Стария свят, в Двореца на пророците, вилнее безредие. Сестра Верна, новоназначената прелат, открива, че бившият прелат Аналина всъщност не е мъртва, а е избягала с Нейтън Рал.
Земите на Средната земя трябва да решат дали да се предадат на Д'Хара или на Имперския орден. В безкрайното си търсене на банелинги, както братството нарича, онези с някаква форма на дар, Тобиас Броган, Лорд Генерал на Кръвта на братството, пленява Калан Амнел и Ади и ги отвежда, следвайки инструкциите на Създателя, в Двореца на пророците.
Ричард, който разбира, че бъдещата му съпруга е в Стария свят, използва древно транспортно средство, Слиф, за да стигне до нея почти веднага. Там, заблуден от способността си да става невидим, той освобождава кралицата Мрисуит, която след това бяга обратно в Ейдиндрил през Слиф.
Връщайки се на себе си, Ричард разрушава Двореца на пророците, за да попречи на Джаганг да получи съкровищата вътре, спасява Калан и бърза обратно към Ейдиндрил в Новия свят, където открива кралицата морещица, свиваща гнездо в Магьосническата крепост, подготвяйки се да излюпи нова партида морещици в Новия свят. След като счупват яйцата ѝ и водят трудна битка с нея, Ричард и Калан побеждават кралицата морещица. След това откриват, че армията на Ричард Д'Харан губи битка в града, но с пристигането си той води войниците си към победа над Кръвта на братството и морещици.
В кигата е дадено третото правило на магьосника (гл. 43):
| „ | Разбра Третото правило на магьосника: страстта управлява разума. | “ |

В романа това е обяснено по следния начин:
| „ | Ако позволиш на емоциите ти да контролират разума ти, това може да причини проблеми на теб самия и на околните. | “ |